# Hongkong (Film)
Hongkong (Originaltitel: Hong Kong) ist ein US-amerikanischer Abenteuerfilm aus dem Jahr 1952 von Lewis R. Foster mit Ronald Reagan und Rhonda Fleming in den Hauptrollen. Der Film wurde von Pine-Thomas Productions und Paramount Pictures produziert.

## Handlung
In Hongkong lässt sich der Amerikaner Jeff Williams seine zerrissene Hose von einem Schneider nähen. Während seiner Wartezeit rekapituliert er die vorangegangenen Geschehnisse.
Der Kriegsveteran Jeff betätigt sich während des chinesischen Bürgerkriegs im chinesischen Hinterland als Händler für Kriegsmaterial. Bei einem Angriff kommunistischer Milizen muss er die Flucht ergreifen. An einem Fluss in der Nähe stößt er auf ein Boot mit einem toten Chinesen und einem kleinen Jungen an Bord. Jeff bringt das Boot in Sicherheit und bringt den Jungen, Wei Lin, zu einem Bauernhof, den die Lehrerin Victoria Evans zu einem Flüchtlingslager umfunktioniert hat. Victoria informiert ihn, dass das Lager in der folgenden Nacht evakuiert und die Flüchtlinge nach Hongkong geflogen werden. Jeff will China verlassen und hofft, mitfliegen zu können. Als ein Angriff der Kommunisten droht, erfährt er, dass Victoria für den Flug im Voraus bezahlt hat und hält ihr vor, zu leichtgläubig zu sein. Doch zu seinem Erstaunen erscheint die Maschine, eine Douglas C-47, und kann die Flüchtlinge, Victoria und Jeff ausfliegen.
Während des Fluges bemerken Jeff und Victoria, dass der schlafende Wei Lin ein goldenes, mit Juwelen besetztes Figürchen mit sich trägt. Kurz vor der Landung in Hongkong fällt einer der Antriebe des Flugzeugs aus. Der Pilot ordnet an, dass Ballast abgeworfen wird, dafür soll alles Gepäck aus dem Flugzeug geworfen werden. Nachdem die Flüchtlinge ihr Hab und Gut abgeworfen haben und auch Victoria sich schweren Herzens von dem Phonographen ihrer Mutter getrennt hat, gelingt dem Piloten die sichere Landung in Hongkong. Jeff und Victoria bringen Wei Lin durch den britischen Zoll. Um ein Zimmer im überfüllten Royal-Hotel zu bekommen, gibt Jeff sich und Victoria als das Ehepaar Lighton aus, von denen er weiß, dass sie eine Reservierung haben. Victoria deponiert Wei Lins Figur im Hotelsafe, während Jeff sich auf die Suche nach Verwandten des Jungen macht.
In einer Seitenstraße betritt Jeff einen kleinen Laden. Dort trifft er auf den Hehler Tao Liang, dem er von der goldenen Figur erzählt. Liang identifiziert die Figur als tibetisches Relikt, für das er 100.000 Dollar zahlen würde. Im Hotel erzählt Jeff Victoria, er habe Wei Lins Onkel gefunden. Mit den beiden besucht er ein Straßenfest, bei dem er sich kurz wegschleicht, um telefonisch im Hotel eine Nachricht für Victoria zu hinterlassen, in dem es um ein Treffen mit den Roten Kreuz geht. Im Hotel erhält Victoria die Nachricht und händigt Jeff die Figur aus. Sobald Victoria weg ist, ruft Jeff Liang an, um ihm die Figur zu verkaufen. Im Hafenviertel lässt Jeff Wei Lin in einem Restaurant zurück. Auf dem Weg zum Treffen mit Liang wird er von bettelnden Kindern bedrängt, dabei wird ihm die Hose zerrissen. 
Zurück in der Gegenwart bekommt Jeff Schuldgefühle. Er eilt zum Restaurant und holt Wei Lin zurück. Victoria ist derweil zum Hotel zurückgekehrt. Ihr wird klar, was Jeff geplant hat. In diesem Augenblick kommen Jeff und Wei Lin zur Tür herein. Liang ruft an, Jeff sagt das Geschäft ab und gesteht Victoria die Wahrheit. Victoria ist von seinem Sinneswandel gerührt und küsst ihn. Beide verbringen die Nacht auf dem Balkon und sprechen über ihr Leben. Am nächsten Morgen will Jeff einen Phonographen für Victoria erstehen. Während sie weg sind, taucht Liang mit seinen Handlangern auf. Er durchsucht das Hotelzimmer, entführt Wei Lin und sticht Mr. Lighton, der gerade mit seiner Frau eingecheckt hat, nieder. Inspector Danton übernimmt den Fall und verhört Jeff und Victoria bei deren Rückkehr. Widerwillig gibt er ihnen zwei Stunden Zeit, um Wei Lin gegen die Figur auszutauschen.
Am vereinbarten Treffpunkt geraten Jeff und Victoria in einen Hinterhalt. Liang kann Victoria die Figur entwenden und flüchten. Da Jeff weiß, wo Liang wohnt, warten beide vor dessen Haus auf ihn. Als Liang erscheint, bedroht Jeff ihn mit einer Pistole. Er erzwingt die Rückgabe der Figur und fordert die Freilassung des Jungen. Im Hafenviertel führt Liang Jeff und Victoria zu einem Fischerboot, auf dem Wei Lin gefangen gehalten wird. Der Junge wird befreit, in seiner Freude stößt er Jeff an, der seine Pistole verliert. Liang will die Gelegenheit nutzen und greift Jeff an. Während des Kampfes bricht auf dem Boot ein Feuer aus. Jeff, Victoria und Wei Lin werden von einem Boot der britischen Marine gerettet.
Einige Zeit später haben Jeff und Victoria geheiratet. Sie bringen Wei Lin in einem gut geführten englischen Waisenhaus unter und versprechen ihm, ihn so bald wie möglich zu besuchen.

## Hintergrund
Gedreht wurde der Film von Ende April bis Ende Mai 1951 in den Paramount-Studios in Hollywood.
1949 erwarb Paramount die Filmrechte an einer Story mit dem Titel Hong Kong des Autors David Lang, der für das Studio einen Drehbuchentwurf schreiben sollte.
Die im Film benutzte Statuette wurde von einem wohlhabenden Geschäftsmann aus San Francisco ausgeliehen. Ihr Wert betrug 250.000 Dollar (2024: fast 2,9 Millionen Dollar).
Edith Head entwarf die Kostüme für Rhonda Fleming.

## Synchronisation
Die deutsche Synchronfassung entstand im Auftrag der Berliner Synchron GmbH Wenzel Lüdecke unter der Dialogregie von Thomas Engel nach einem Dialogbuch von Fritz A. Koeniger.
| Rolle          | Schauspieler    | Deutscher Synchronsprecher |
| -------------- | --------------- | -------------------------- |
| Jeff Williams  | Ronald Reagan   | Ernst Wilhelm Borchert     |
| Victoria Evans | Rhonda Fleming  | Eleonore Noelle            |
| Jim Kurstyn    | Frank Morgan    | Paul Wagner                |
| Mr. Lighton    | Nigel Bruce     | Walter Werner              |
| Tao Liang      | Marvin Miller   | Alfred Balthoff            |
| Mrs. Lighton   | Mary Somerville | Agnes Windeck              |
| Zollbeamter    | James Craven    | Ralph Lothar               |

Anmerkung: Die kursiv geschriebenen Namen sind Rollen und Darsteller, die nicht im Abspann erwähnt wurden.

## Veröffentlichung
Die Premiere des Films fand am 12. Januar 1952 in Seattle statt. In der Bundesrepublik Deutschland kam er am 22. Januar 1953 in die Kinos, in Österreich im März 1953.

## Kritiken
Das Lexikon des internationalen Films schrieb: „Ein aktionsreicher, durchaus unterhaltsamer Kriminal- und Abenteuerfilm vor exotischer Kulisse, mit Spuren menschlichen Engagements.“
Howard Thompson von der The New York Times befand, Fosters pedantische Regie verhülle das Werk in tödlicher Vertrautheit, so harmlos, wie es nur sein könne.